# Quangue Tri
Quangue Tri ou Quam Tri (em vietnamita: Quảng Trị) é uma província do Vietnã. Tem 4 622 quilômetros quadrados e segundo censo de 2019, havia 632 375 habitantes.